# オブドゥリオ・バレラ
オブドゥリオ・バレラ（Obdulio Varela, 1917年9月20日 - 1996年8月2日）は、ウルグアイ・モンテビデオ出身の元サッカー選手、サッカー指導者。ポジションはミッドフィールダー。守備的ミッドフィールダーとして活躍し強烈なリーダーシップを発揮した。サッカー史上最高のキャプテンの一人とも見なされている。

## 略歴
1936年にデポルティーボ・フベントゥでプロデビューを果たし、その2年後にモンテビデオ・ワンダラーズFCへと移籍。1943年からはCAペニャロールでプレーし、ウルグアイリーグを6度制した。1955年に引退。
ウルグアイ代表として45試合9得点。1942年にコパ・アメリカ優勝。1950年のFIFAワールドカップではキャプテンとして出場し、ここでも優勝に貢献した。特に決勝のブラジル戦では、引き分けでも優勝可能なブラジルに対して先制されるも冷静にチームを牽引。ボールをフィールド中央に持って行き、「さあ勝つ時が来た」と叫んだことは今でも語り草となっている。1954年のFIFAワールドカップにも出場したものの準々決勝のイングランド戦で負傷。以降離脱を余儀なくされウルグアイは準決勝で敗退した。それまでウルグアイはヴァレラがいた時、ワールドカップで無敗だった。